# Torás (kommunhuvudort)
Torás är en kommunhuvudort i Spanien.   Den ligger i provinsen Província de Castelló och regionen Valencia, i den östra delen av landet, 260 km öster om huvudstaden Madrid. Torás ligger 727 meter över havet och antalet invånare är 280.
Terrängen runt Torás är huvudsakligen kuperad, men norrut är den platt. Runt Torás är det glesbefolkat, med 20 invånare per kvadratkilometer. Närmaste större samhälle är Segorbe, 18,6 km öster om Torás. 